# Javier Bello
Luis Javier Bello Fernandez Echevarria (Madrid, 20 de julho de 2000) é um  jogador de vôlei de praia inglês, medalhista de ouro nos Jogos da Commonwealth da Juventude de 2017 e de bronze nos Jogos da Commonwealth  de 2022.

## Carreira
A prática desportiva foi sempre presente em sua família, pois, seu pai Luis, atualmente treinador, foi jogador profissional do vôlei indoor na Espanha, assim como sua mãe Bárbara, que interrompeu a carreira por uma lesão. Ela é quem gerencia a carreira da dupla Javier e seu irmão gêmeo Joaquin Bello, do qual é cinco minutos mais velho, ainda tem um irmão caçula que também atua nas areias, o Juan Enrique Bello, ainda é primo do voleibolista indoor e de praia espanhol Miguel Ángel de Amo. Quando criança chegou a praticar Hóquei em patins e é apaixonado por basquete e seu ídolo é Michael Jordan.
Quando a mãe deu a luz aos gêmeos, o primeiro lugar que foram levados foi para prestigiar o pai que estava atuando numa partida. Desde os seis anos de idade em Madrid, já praticavam o vôlei de quadra e de praia, e nas areias dedicou exclusivamente a partir de 2017. Após os 10 anos de idade, a família decidiu morar em Londres, onde deu-se o desenvolvimento na modalidade indoor em Barn Elms e jogou pelo Richmond Volleyball Club, desde então, os irmãos jogam pelo time da Inglaterra, e estudava na Gunnersbury Catholic School, em Brentford, e representou na quadra ao lado de seu irmão a seleção inglesa nos Jogos Escolares de 2016, sendo capitão da equipe, e no vôlei de praia juntamente com seu irmão foram a dupla mais bem classificada do país no vôlei de praia Sub-19 e seis vezes campeões britânicos nas categorias de idade de Sub-14 a Sub-20..
Em 2016, junto com seu irmão gêmeo, participou do Campeonato Mundial Sub-19 sediado em Lárnaca, onde terminaram na trigésima sétima posição e terminaram na quinta posição no Campeonato Europeu Sub-18 em Brno. No ano seguinte, terminaram novamente em quinto na edição do Campeonato Europeu Sub-18 em Cazã e o décimo sétimo na edição do Campeonato Europeu Sub-20 em Vulcano, ainda conquistaram no mesmo ano, o título do Circuito NEVZA Sub-17 realizado na Suécia e a medalha de ouro nos Jogos da Commonwealth da Juventude de 2017 em Nassau (Bahamas).Ainda terminaram em segundo lugar no grupo F pela CEV Continental Cup da Juventude e o décimo sétimo lugar na etapa de Tarragona pelo circuito espanhol.
Estreou com seu irmão gêmeo em 2018 no Circuito Mundial, no torneio uma estrela em Aidim, terminando na vigésima primeira posição, nos torneios uma estrela de Alânia (Turquia) e Anapa, finalizaram em décimo terceiro e nono lugares, respectivamente. Alcançaram o quinto lugar na fase final da CEV Continental Cup da Juventude em Baden, a oitava colocação no Campeonato Europeu Sub-20 de 2018 em Anapae terminando no Mundial Sub-19 em Nanquim na quinta posição, mesma colocação obtida nos Jogos Olímpicos de Verão da Juventude em Buenos Aires.
Na temporada de 2019, do circuito mundial, iniciou ao lado de seu irmão, conquistaram as nonas posições nos torneios uma estrela de Siófok e Montpellier, depois, ao lado de Chris Gregory terminou na vigésima primeira posição no torneio uma estrela de Gotemburgo, retomando com seu irmão Joaquin no uma estrela de Pinarella e terminaram na quinta posição, décima sétima posição no uma estrela em Malbork, quinto lugar em Montpellier e obtiveram a primeira medalha do circuito, o bronze no torneio uma estrela em Rubavu e terminaram na trigésima terceira posição no Mundial Sub-21 em Udon Thani. Neste mesmo ano, esteve com Philip Smith na conquista do vice-campeonato nacional na etapa de Londres; e ainda terminaram em nono lugar no Campeonato Europeu Sub-20 em Gotemburgo e também no Campeonato Europeu Sub-22 em Antália.
Em 2020, disputou com Frederick Bialokoz a edição do Campeonato Europeu Sub-22 em Esmirna e terminaram na vigésima quinta posição. No ano de 2021,retornou ao lado do irmão gêmeo, disputaram etapas do circuito espanhol, terminando em quinto na etapa de Madrid e o título em Laredo; depois terminaram na nona posição no Campeonato Europeu Sub-22 em Baden, e prosseguiram juntos no circuito mundial, terminando na vigésima primeira no segundo evento em Sófia do torneio uma estrela, quinto lugar em Lovaina, nono lugar no uma estrela realizado no quarto evento em Sófia, conquistando o primeiro título no torneio uma estrela em Cortegaça, depois, terminaram em quinto no uma estrela em Budapeste e alcançaram o bronze no uma estrela em Nijmegen, além do trigésimo terceiro lugar no torneio quatro estrelas de Itapema.
Ao lado de Joaquin Bello, competiu no circuito mundial, terminaram em nono no Future de Coolangatta, Rhodes e Lovaina, também no Challenge de Torquay,  décimo terceiro lugar no Future de Songkhla, assim como no Elite 16 em Cidade do Cabo e  Torquay, ainda terminaram na décima sétima posição no Elite 16 de Uberlândia, conquistando o bronze no Future de Cortegaça. Obtiveram a medalha de bronze nos Jogos da Commonwealth  de 2022 realizados em Birmingham. No circuito espanhol de 2022, conquistaram o terceiro lugar em Menorca, os títulos em Ribadesella e Las Palmas, já no circuito norueguês obtiveram o título em Oddanesand.
Em 2023, conquistaram no circuito espanhol os títulos em Menorca, Alicante, depois,  a medalha de bronze no Challenge de Goa Sul e o quarto lugar no Challenge de Nuvali, Santa Rosa (Laguna), já no Campeonato Europeu de 2023 realizado em Vienna terminaram na quinta posição. Em 2024, conquistaram o bronze no Challenge de Recife.

## Títulos e resultados
- 1* de Cortegaça do Circuito Mundial de 2021
- Challenge de Recife do Circuito Mundial de 2024
- Challenge de Goa do Circuito Mundial de 2023
- Future de Cortegaça do Circuito Mundial de 2022
- 1* de Nijmegen do Circuito Mundial de 2021
- 1* de Rubavu do Circuito Mundial de 2019
- Challenge de Nuvali do Circuito Mundial de 2023